# 棕眶鋸雀鯛
棕眶鋸雀鯛（學名：Stegastes fuscus），又稱棕高身雀鯛，為輻鰭魚綱雀鯛科眶鋸雀鯛屬下的一個種，分布於西大西洋巴西海域，深度1至15公尺，本魚體呈橢圓形而側扁，吻短而鈍圓。口中型，具頜齒，小而呈圓錐狀，眶下骨裸出，下緣具鋸齒，前鰓蓋骨後緣具鋸齒，下鰓蓋骨後緣無鋸齒，體被櫛鱗，成魚體色從棕橄欖色到深灰色不等，身體上有細密的深色垂直條紋，背鰭和臀鰭的邊緣有時有藍色邊緣，幼魚呈珍珠灰色，頭頂有藍色斑點，在背鰭刺與背鰭軟鰭條交匯處有一個大的、鑲藍邊的黑色眼斑，在尾柄上有一個較小的、顏色相似的眼點，背鰭硬棘12枚、背鰭軟條15-16枚、臀鰭硬棘2枚、臀鰭軟條13-14枚，體長可達12.6公分，棲息在近海珊瑚礁、岩礁區，屬雜食性，以藻類及小型無脊椎動物為食，具有領域性，繁殖期時成對出現，雄魚會守護卵直到孵化，生活習性不明。